# دانیله کورویا
دانیله کورویا (انگلیسی: Daniele Corvia؛ زادهٔ ۲۰ نوامبر ۱۹۸۴) بازیکن فوتبال اهل ایتالیا است.
از باشگاه‌هایی که در آن بازی کرده‌است می‌توان به باشگاه فوتبال لچه، باشگاه فوتبال آ.اس. رم، باشگاه فوتبال برشا، باشگاه فوتبال روبور سیه‌نا، باشگاه فوتبال لاتینا، باشگاه فوتبال امپولی، و باشگاه فوتبال ترنانا اشاره کرد.
وی همچنین در تیم ملی فوتبال زیر ۲۱ سال ایتالیا بازی کرده‌است.